# Galaxy Starworld
Galaxy Starworld (Hotel Mundo de Estrelas, 星際酒店) — 33-этажный небоскрёб (с учётом подиума — 38-этажный) высотой 148 метров, расположенный в Макао. Отель построен в 2006 году в стиле модернизма. Девелопером является компания Galaxy Entertainment Group. Комплекс включает в свой состав казино, более 500 гостиничных номеров различного класса, бассейн, спортзал, спа-салон, бизнес-центр, несколько ресторанов и баров.
|  |  |  |
|  |  |  |